# Kilusang Bagong Lipunan
Kilusang Bagong Lipunan (New Society Movement) is een politieke partij in de Filipijnen. De partij werd in 1978 opgericht als coalitie van de diverse partijen die toenmalig president Ferdinand Marcos steunden bij de verkiezingen voor het eerste Batasang Pambansa (parlement). De partij was de belangrijkste partij tijdens het bewind van Marcos. Politici die in die tijd enige kans wilde maken om gekozen te worden voor een bepaalde positie dienden lid te zijn van deze partij. Hiermee was het meerpartijenstelsel dat de Filipijnen altijd hadden gehad in feite ten einde. Na afloop van het bewind van Marcos was het met de invloed van de partij snel gedaan. De partij bestaat echter nog wel en heeft vooral in de thuisprovincie van Marcos, Ilocos Norte nog een aanzienlijke achterban. Tijdens de verkiezingen van 2007 won de partij 1 zetel in het Huis van Afgevaardigden. De gekozen afgevaardigde was Ferdinand Marcos jr., de zoon van Ferdinand en Imelda Marcos.